# 모터 비클

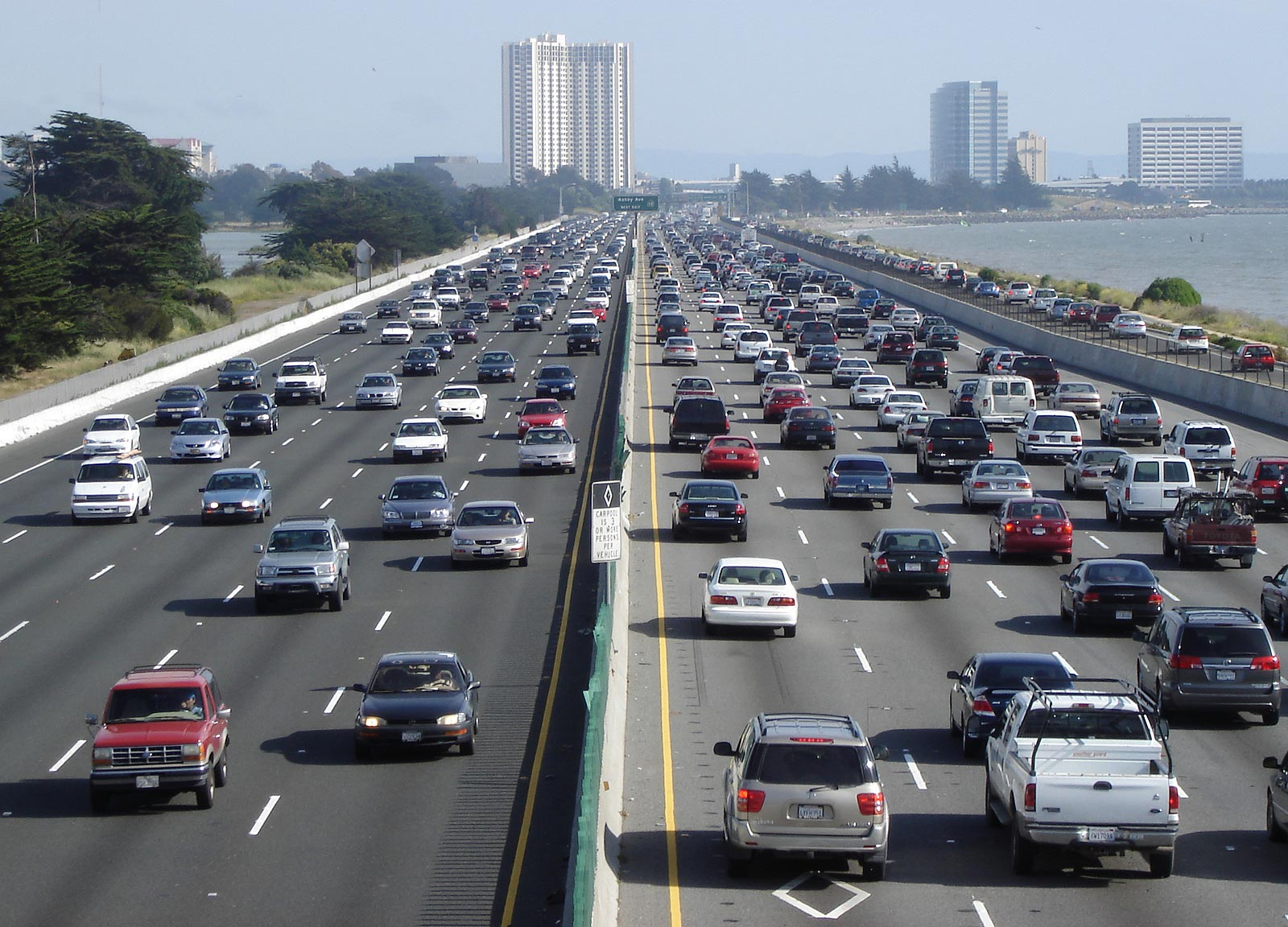

모터 비이클(영어: motor vehicle) 또는 로드 비이클(영어: road vehicle)은 원동기(엔진이나 전기모터)가 얹어진 탈것으로, 육상 교통에 사용된다. 원동기 중에서 가장 많이 사용되는 것은 내연 기관(엔진)이며, 전기모터 등도 사용된다. 모터 비이클의 직역어는 원동기가 부착된 차량, 원동기를 얹은 차량, 원동기를 단 차이며, 동력 차량(動力車輛)이라고도 부른다.

## 개념
모터 비이클은 일반적으로 노상에서 사용된다.
- 자동차(승용차)(automobile)
- 트럭(truck)
- 버스(bus)
- 모터사이클(motorcycle)
- 원동기장치자전거(motorized bicycle)

법적 규범의 지배하에서는 교통이나 차량에 관한 법령에 의해 규정되고 있다. 실례로, 아래와 같은 것을 들 수 있다.
- 운전이 가능한 사람(통상적으로 운전면허증을 취득한 사람)
- 운전하는 것을 허가하는 조건 (예를 들면, 보험가입, 음주운전금지 등)
- 운전하는 것이 허가되는 장소
- 속도 제한
- 통행시의 우선 순위
- 지정된 장비의 사용(모터사이클 헬멧, 안전벨트 등)
- 차량의 안전기준 적합성이나 차량 번호판 등

## 같이 보기
- 기어트레인(영어판)
- 파워트레인
- 파워팩(영어판)